# Мюндерсбах
Мюндерсбах (нем. Mündersbach) — община в Германии, в земле Рейнланд-Пфальц. 
Входит в состав района Вестервальд. Подчиняется управлению Хахенбург.  Население составляет 764 человека (на 31 декабря 2010 года). Занимает площадь 9,27 км².